# Kuon
Kuon (九怨S) è un survival horror del 2004 sviluppato da FromSoftware per PlayStation 2.

## Trama
Ambientato nel periodo Heian, la storia di Koun ruota attorno ai tre personaggi Utsuki, Sakuya e l'esorcista di Kyoto Doman.

## Pubblicazione
Il gioco è stato annunciato in un numero di Famitsū nel settembre 2003, nel quale si affermava che fosse completo al 25%. Il titolo è stato esposto nello stand dell'azienda durante il Tokyo Game Show del 2003, insieme ad altri titoli tra cui Shadow Tower Abyss, Armored Core: Nexus ed Echo Night: Beyond. Uno spot live-action è stato girato al tempio Kannon-ji di Setagaya. Lo staff è rimasto sorpreso quando i sacerdoti del tempio hanno accettato lo spot e alcune scene filmate erano riproduzioni dirette di scene del gioco. È stato reso disponibile in Giappone il 1 aprile 2004. Insieme al gioco sono state rilasciate due diverse guide strategiche da ASCII Corporation e Softbank Creative.
La versione nordamericana è stata annunciata da Agetec nel maggio 2004. Agetec era un editore occidentale che si occupava dei titoli di FromSoftware. La loro localizzazione è stata progettata per mantenere il più intatto possibile il gioco originale e includeva il doppiaggio giapponese. È stato distribuito nella regione il 7 dicembre 2004. Originariamente avrebbe dovuto essere distribuito nel Regno Unito da Digital Jesters prima della liquidazione della società, ma poi il ruolo passò a Nobilis e Indie Games Productions che lo pubblicarono in Europa il 14 aprile 2006. Negli anni successivi alla sua uscita, la versione occidentale è diventata un raro oggetto da collezione e il gioco stesso è poco noto a causa della sua rarità e limitata copertura.

## Accoglienza
| Testata                   | Giudizio |
| ------------------------- | -------- |
| GameRankings (media al)   | 59%      |
| Metacritic (media al)     | 57/100   |
| 1UP.com                   | C        |
| Electronic Gaming Monthly | 5,33/10  |
| Eurogamer                 | 4/10     |
| Famitsū                   | 28/40    |
| Game Informer             | 6/10     |
| GamePro                   | 2/5      |
| GameSpot                  | 6,3/10   |
| GMR                       | 5/10     |

Kuon ha ricevuto recensioni contrastanti dalla critica. Il gioco è stato descritto come avente recensioni "miste o nella media" secondo il sito web di aggregazione di recensioni Metacritic, guadagnando 57 punti su 100 sulla base di 20 recensioni. Un sito web analogo GameRankings ha dato al gioco un punteggio del 59% sulla base di 19 recensioni.
La trama e il design del mondo sono stati frequentemente elogiati. Il gameplay ha riscosso opinioni contrastanti: molti che hanno trovato il combattimento poco piacevole e il design del puzzle obsoleto. I comandi hanno anche incontrato critiche generali a causa della mancanza di risposta e del ritmo lento.
Jeremy Parish, scrivendo per 1UP.com, ha notato che il suo design visivo era eccezionale rispetto ad altri titoli del genere, ma per il resto ha trovato il suo gameplay derivativo e poco interessante. Marc McEntegart di Eurogamer è rimasto deluso nel complesso, ritenendo che i suoi elementi horror fossero troppo convenzionali e generalmente ha criticato il suo gameplay e l'estetica apparentemente sprecata. GamePro ha ritenuto che il gioco nel suo insieme fosse "trascinato" da problemi meccanici e di combattimento che erano presenti nel genere sin dai suoi primi giorni. Game Informer ha apprezzato la sua atmosfera, ma ha criticato il suo ritmo lento.
Electronic Gaming Monthly ha ritenuto che il gioco fosse stato rovinato da una cattiva traduzione e ha notato il suo design arcaico rispetto ad altri titoli dell'epoca. Bethany Massimilla di GameSpot ha elogiato il design estetico e narrativo, ma ha trovato il gameplay generalmente carente a lungo termine. David Chen della rivista GMR ha notato una mancanza di entusiasmo o coinvolgimento sia con il gameplay standard che con il combattimento, e ha notato che la sua attenzione al folklore giapponese ha limitato il suo pubblico.